# Yonatan Pozuelos
Yonatan José Pozuelos Morales (ur. 28 lipca 1997) – gwatemalski piłkarz występujący na pozycji skrzydłowego, reprezentant Gwatemali, od 2019 roku zawodnik Mixco.